# Оре (Бельгия)
Оре́ (фр. и валлон. Oreye, нидерл. Oerle) — коммуна в Валлонии, расположенная в провинции Льеж, округ Варем. Принадлежит Французскому языковому сообществу Бельгии. На площади 19,64 км² проживают 3464 человека (плотность населения — 176 чел./км²), из которых 48,53 % — мужчины и 51,47 % — женщины. Средний годовой доход на душу населения в 2003 году составлял 12 770 евро.
Почтовый код: 4360. Телефонный код: 019.

## Города-побратимы
- Лансьё (Франция, с 1992)[1]